# Des Knaben Wunderhorn (Mahler)
Des Knaben Wunderhorn (in italiano Il corno magico del fanciullo) è un ciclo di Lieder messi in musica da Gustav Mahler. Il compositore musicò ventiquattro poesie dal ciclo Des Knaben Wunderhorn curato da Achim von Arnim e Clemens Brentano. Anche i Lieder interamente composti da Mahler (testo e musica) della sua prima raccolta (Lieder eines fahrender Gesellen, Canti di un viaggiatore) sono chiaramente basati sui testi di Des Knaben Wunderhorn. Tuttavia compaiono in Lieder und Gesänge (Canti ed arie), pubblicato nel 1892 e successivamente reintitolato dall'editore Lieder und Gesänge aus der Jugendzeit (Canti e arie del periodo giovanile). I nove lieder su testi tratti da Des Knaben Wunderhorn furono composti tra il 1887 e il 1890 e costituiscono il secondo e il terzo dei tre volumi di Lieder.

## Lieder per voce e pianoforte
- Um schlimme Kinder artig zu machen (Per rendere buoni i bambini cattivi), come suggerisce il titolo, è una sorta di poesia sull'educazione dei bambini. In realtà vi è narrata la vicenda di un cavaliere che vorrebbe volentieri cedere alle profferte di una graziosa cortigiana, ma la presenza di due fastidiosi bambini glielo impedisce. Si comporteranno bene o racconteranno tutto al signore del castello al suo ritorno? Alla fine la cortigiana grida al cavaliere che sono dei cattivi bambini da cui occorre andarsene in fretta. Accanto all'interpretazione più immediata e superficiale del testo, si può notare anche una parodia della relazione tra i due sessi: il cavaliere incarna la parte maschile: vuole agire e andare subito al sodo. La donna invece si limita a civettare e provocare. Il tema del rapporto uomo-donna attraversa l'intero ciclo dei primi Lieder della raccolta. Mahler mantiene il testo quasi immutato.

- Ich ging mit Lust durch einen grünen Wald (Camminavo piacevolmente in un bosco verdeggiante): un giovane cammina attraverso la foresta per raggiungere la sua amata.

- Aus! Aus! (Basta! Basta!): una ragazza vuole entrare in convento per evitare i corteggiamenti del suo spasimante.

- Starke Einbildungskraft (Forte immaginazione): il coronamento dell'amore tra una fanciulla e un ragazzino.

- Zu Strassburg auf der Schantz (Sulla trincea di Strasburgo): un soldato viene condannato a morte.

- Ablösung im Sommer (Cambio della guardia d'estate): dopo la morte del cuculo, l'usignolo si prende l'incarico di allietare con il suo canto.

- Scheiden und Meiden (Congedo e partenza): il protagonista si separa dalla sua amata.

- Nicht wiedersehen! (A mai più rivederci!): un giovane si separa dalla sua ragazza. Quando ritorna dopo un anno, lei è morta di crepacuore.

- Selbstgefühl (Coscienza di sé): il protagonista non sa chi sia, ma si sente meglio quando il dottore gli dice che è solo uno sciocco.

## Lieder per voce e orchestra
Dal 1892 al 1898 Mahler mise in musica, stavolta per solisti e orchestra, altri dodici canti (ballate e lieder) appartenenti alla medesima raccolta. Originariamente due canti che si trovano rispettivamente nella Seconda e nella Terza Sinfonia facevano parte di questo ciclo: Urlicht (luce primordiale oppure luce originaria) si trova nel quarto movimento della Seconda sinfonia; Es sungen drei Engel (Cantarono tre angeli) nel quinto movimento della Terza Sinfonia. Dopo averli inseriti nelle sinfonie, li sostituì nella raccolta originaria con Revelge (Sveglia) e Der Tamboursg'sell (Il tamburino). La prima esecuzione ebbe luogo solo nel 1970.
Esistono delle trascrizioni originali di questo ciclo anche per voce e pianoforte, anche se tali versioni rimasero a lungo sconosciute perché la casa editrice Universal Edition aveva pubblicato le proprie trascrizioni per pianoforte. Solo nel 1993 vennero pubblicate le versioni originali composte da Mahler a cura di Renate Hilmar Voit e Thomas Hampson nell'edizione critica dell'opera omnia del compositore.
- Der Schildwache Nachtlied (Canto notturno di una sentinella): una sentinella si lamenta di dover vegliare la notte mentre tutti possono dormire.

- Verlorne Müh’ (La pena perduta): una coppietta bisticcia in dialetto

- Trost im Unglück (Consolazione nella disgrazia): un ussaro e la sua amata capiscono di non poter fare a meno l'uno dell'altra.

- Wer hat das Liedlein erdacht? (Chi ha inventato la canzoncina?): la figlia di un contadino canta una canzone d'amore

- Das irdische Leben (La vita terrena): un bimbo affamato supplica alla madre del pane. Nelle varie strofe la madre rimanda sempre al giorno dopo, ora per la semina, ora per il raccolto, ora per la preparazione del pane. Quando finalmente il pane esce dal forno, il bambino muore di fame.

- Revelge (La sveglia): parla di un soldato che marcia verso la morte suonando il tamburo.

- Des Antonius von Padua Fischpredigt (La predica ai pesci di Sant'Antonio da Padova): la melodia di questo lied si trova anche nel terzo movimento della Seconda Sinfonia. Sant'Antonio va al fiume a predicare ai pesci. Questi restano molto colpiti dalla sua predica, che tuttavia dimenticano presto.

- Rheinlegendchen (Piccola leggenda del Reno): il protagonista getta nel Reno un anello che viene divorato da un pesce. Il re mangia quel pesce e restituisce l'anello al suo proprietario.

- Lied des Verfolgten im Turm (Canto del prigioniero nella torre): un prigioniero implora la libertà di pensiero.

- Wo die schönen Trompeten blasen (Là dove squillano le belle trombe): un soldato fa visita per l'ultima volta alla sua amata prima di partire per la guerra.

- Lob des hohen Verstandes (Lode dell'alto intelletto): competizione canora tra cuculo e usignolo con l'asino come arbitro. In questo Lied Mahler si prende velatamente gioco dei critici musicali. Ha avuto la prima assoluta nel 1906 allo Staatsoper.

- Der Tamboursg'sell (Il tamburino): un tamburino viene condannato al patibolo.